# Panamá (provincie)
Provincia de Panamá je jedna z 10 panamských provincií. Nachází se ve středu státu na pobřeží Panamského zálivu. Zabírá 11,3 % rozlohy celé Panamy a žije zde 36,6 % panamské populace, jedná se o nejlidnatější provincii v zemi. Při sčítání obyvatelstva v roce 2010 se přihlásilo 160 735 lidí k africkému původu.
Do 31. 12. 2013 bylo součástí provincie i 5 distriktů (Arraiján, Capira, Chame, La Chorrera a San Carlos), které od 1. 1. 2014 tvoří provincii Západní Panama. Ta je od provincie Panama oddělena Panamským průplavem. Obě provincie spojují dva mosty – Puente de las Américas a Puente Centenario.
Provincie je dále dělena na 6 distriktů (od roku 2014):
- Balboa (San Miguel) – je tvořen Perlovým souostrovím
- Chepo (San Cristóbal de Chepo) – zahrnuje comarcu Madugandí. Jedná se o oblast, kterou obývají především indiáni kmene Guna. Tato comarca dostala jistou autonomii a má zvláštní statut
- Chimán (Chimán)
- Panamá (Panamá)
- San Miguelito (San Miguelito)
- Taboga (Taboga) – je tvořen ostrovy v Panamském zálivu